# كاتو كاميلا (سيرري)
كاتو كاميلا (Κάτω Καμήλα) هي مدينة في سيرري في مقاطعة فوريا إلادا في اليونان.